# Copiocerina formosa
Copiocerina formosa är en insektsart som först beskrevs av Bruner, L. 1920.  Copiocerina formosa ingår i släktet Copiocerina och familjen gräshoppor. Inga underarter finns listade i Catalogue of Life.